# Life of the Infamous: The Best of Mobb Deep
Albums de Mobb Deep
Blood Money
(2006) The Infamous Archives
(2007)
Life of the Infamous: The Best of Mobb Deep est une compilation de Mobb Deep, sorti le 31 octobre 2006.
Cet album contient un titre de leur premier album sorti en 1993, Juvenile Hell, et des titres d'Amerikaz Nightmare sorti en 2004. Il ne contient aucun titre de Blood Money, sorti quelques mois plus tôt, car les titres de celui-ci sont la propriété de G-Unit Records, cette compilation étant réalisée par le label Sony Music Entertainment. L'opus comprend les titres les plus connus du groupe : Survival of the Fittest, Shook Ones Pt. II, G.O.D. Pt. III, Hell on Earth et un remix de Quiet Storm avec Lil' Kim. Deux titres non commercialisés sont présents sur l'album, Blood Money et Go Head. Keep It Thoro est la seule chanson qui n'apparaît sur aucun album de Mobb Deep, elle est présente sur l'album solo de Prodigy H.N.I.C. sorti en 2000.
L'album s'est classé 45e au Top R&B/Hip-Hop Albums.

## Liste des titres
| No  | Titre                                                                             | Album original     | Durée |
| --- | --------------------------------------------------------------------------------- | ------------------ | ----- |
| 1.  | Hit It from the Back (Produit par Havoc et Prodigy)                               | Juvenile Hell      | 4:11  |
| 2.  | Survival of the Fittest (Produit par Havoc)                                       | The Infamous       | 3:42  |
| 3.  | Shook Ones Pt. II (Produit par Havoc)                                             | The Infamous       | 4:23  |
| 4.  | Temperature's Rising (featuring Crystal Johnson – Produit par Havoc et Q-Tip)     | The Infamous       | 4:59  |
| 5.  | Get Dealt With (Produit par Havoc)                                                | Hell on Earth      | 3:53  |
| 6.  | Quiet Storm (Remix) (featuring Lil' Kim – Produit par Havoc et Jonathan Williams) | Murda Muzik        | 3:54  |
| 7.  | Keep It Thoro (Produit par The Alchemist)                                         | H.N.I.C.           | 3:06  |
| 8.  | G.O.D. Pt. III (Produit par Havoc)                                                | Hell on Earth      | 5:14  |
| 9.  | Hell on Earth (Front Lines) (Produit par Havoc)                                   | Hell on Earth      | 4:33  |
| 10. | Hey Luv (Anything) (featuring 112 – Produit par Havoc)                            | Infamy             | 3:57  |
| 11. | Get Away (Produit par Ez Elpee)                                                   | Infamy             | 3:33  |
| 12. | Burn (featuring Big Noyd – Produit par Havoc)                                     | Infamy             | 4:11  |
| 13. | Got It Twisted (Produit par The Alchemist)                                        | Amerikaz Nightmare | 3:38  |
| 14. | Real Gangstaz (featuring Lil' Jon – Produit par Lil' Jon)                         | Amerikaz Nightmare | 4:04  |
| 15. | Win or Lose (Produit par The Alchemist)                                           | Amerikaz Nightmare | 3:12  |
| 16. | Blood Money (Produit par Havoc)                                                   | Inédit             | 4:42  |
| 17. | Go Head (Produit par Havoc)                                                       | Inédit             | 4:01  |